# Merle Robbins
Merle Robbins era el propietario de una barbería de Ohio en Estados Unidos que en 1971 creó el juego de naipes conocido como UNO. La primera baraja fue diseñada sobre la mesa familiar él y su familia reunieron $8.000 dólares con los que crearon más de 5000 barajas para vender. Al principio vendía el juego en su barbería. En 1980, vendió los derechos de UNO a International Games por $50.000 dólares más unos royalties de 10 centavos de dólar por copia.
Hoy en día es producida por el gigante de juguetes Mattel en 80 países y ha vendido unas 150 millones de copias en todo el mundo.
Merle Robbins falleció en 1984.
- Datos: Q3039866